# Iglesia de San Jorge (Chuburjinyi)
La iglesia de San Jorge (en georgiano: ჭუბურხინჯის წმინდა გიორგის ეკლესია) un edificio religioso de la iglesia ortodoxa georgiana situado en Chuburjinyi, en el distrito de Gali de la de facto República de Abjasia, aunque de iure está dentro del municipio de Gali de la República Autónoma de Abjasia, Georgia.La iglesia fue construida en el siglo XIX. 

## Historia
El edificio original fue construido en el siglo XI, pero en la segunda mitad del siglo XIX, por iniciativa de la parroquia, la iglesia fue reconstruida y consagrada en nombre de San Elías Profeta. Pero la población local todavía la llama la iglesia de San Jorge. Al observar la fachada de la iglesia, es fácil notar ciertos elementos que caracterizan la arquitectura georgiana del siglo XI.
Georgia ha inscrito la iglesia en su lista de patrimonio cultural pero no tiene control efectivo sobre la zona, por lo que es imposible realizar labores de conservación y de estudio de la iglesia. 